# Austauschboden
Austauschböden oder Stoffaustauschböden sind Einbauten in Apparaten bzw. Kolonnen in der Chemischen Industrie, Faser- und Papierindustrie, Reststoffaufbereitung und anderen Produktionsprozessen der Industrie. Hauptsächlich dienen sie der thermischen Trennung von Stoffsystemen (Rektifikation) oder der physikalischen / chemischen Abscheidung von Stoffen aus einem Produktstrom (Absorption). Dabei liegen die Edukte in den Aggregatzuständen gasförmig und flüssig vor. Die Böden dienen dabei als Kontaktstufen für beide Phasen und ermöglichen den Stoffaustausch. Ein anderer industriell bedeutender Prozess ist die Extraktion. Für die Kontaktierung der beiden nicht mischbaren Flüssigphasen werden auch Stoffaustauschböden eingesetzt.
Stoffaustauschböden sind waagerechte Einbauten, die in bestimmten Abständen in die Kolonne eingebaut sind. Jeder Austauschboden stellt dabei eine Kontaktstufe dar. Grundlegend unterscheiden lassen sich Stoffaustauschböden in Bezug auf die Strömungsrichtung. Auf jedem Austauschboden befindet sich eine Flüssigkeitsschicht, die durch die Öffnungen im Boden von Dampf durchströmt wird. Auf dem Boden bildet sich dadurch eine intensiv bewegte Sprudelschicht. Hier findet der Wärme- und Stoffaustausch statt. Alternativ zu den Austauschböden werden in Kolonnen auch Füllkörper oder strukturierte Packungen verwendet.

## Bauarten und Eigenschaften

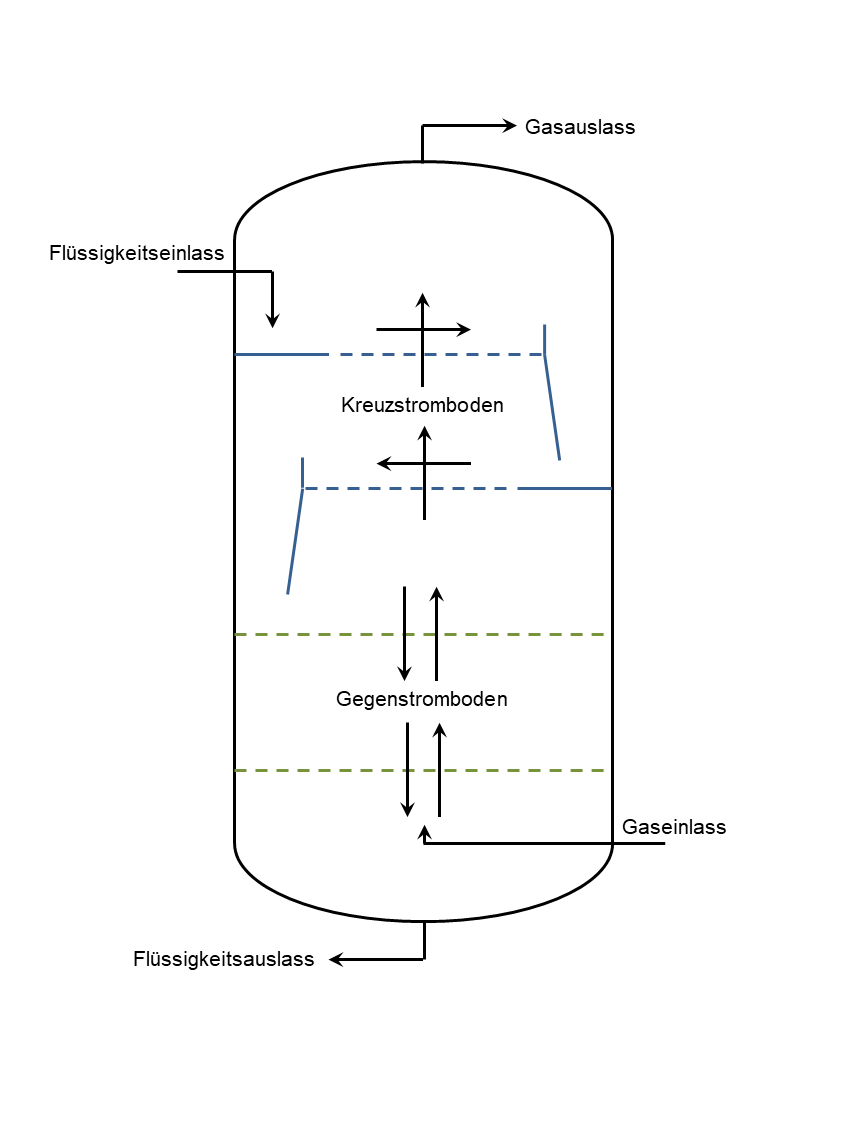
Schematische Darstellung einer Kolonne (Verfahrenstechnik) mit eingebauten Kreuzstromböden und Gegenstromböden im Vergleich

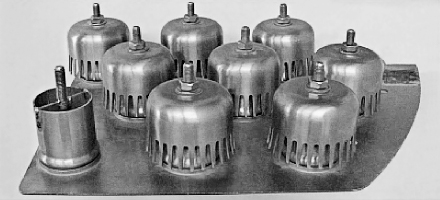
Glockenboden

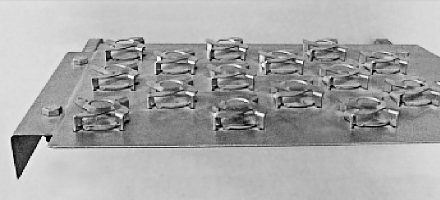
Ventilboden

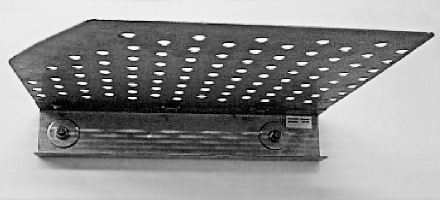
Siebboden

In der Mehrzahl der Fälle werden Kolonnen, aufgrund der höheren Ausnutzung des Konzentrations- oder Temperaturunterschiedes im Gegenstrom betrieben. Austauschböden lassen sich trotzdem in zwei Hauptgruppen unterteilen.
Kreuzstromböden
Bei Kreuzstromböden fließen die beiden Phasen im Kontaktbereich kreuzförmig zueinander. Bei diesem Typ wird auch von Flüssigkeitszwangsführung gesprochen. Der Dampf tritt durch speziell geformte Öffnungen in den Kontaktbereich ein. Die Flüssigkeit wird über sog. Ablaufschächte von Kontaktstufe zu Kontaktstufe geleitet und tritt auf einer Seite des Kontaktbereiches ein und verlässt diesen über den Ablaufschacht wieder. Die o. g. Flüssigkeitsschicht bildet sich aufgrund von konstruktiven Hindernissen am Ablauf, dem Ablaufwehr und abhängig von der Dampf- und Flüssigkeitsbelastung. Die Kreuzstromböden unterscheiden sich durch ihre Flüssigkeitsführung und Stoffaustauschelemente.
Die Art der Flüssigkeitsführung muss an die Dampf- und Flüssigkeitsbelastung angepasst werden. Dabei bedingen diese Parameter zum einen den Durchmesser der Kolonne/des Apparates und zum anderen den Abstand zwischen den Kontaktstufen. Die Flüssigkeitsführung richtet sich auch nach diesen Belastungen und ist zum Teil nur in bestimmten Kolonnendurchmessern umsetzbar. Neben anderen stellen 1-flutige, 2-flutige und 4-flutige Stoffaustauschböden die am häufigsten eingesetzten Typen dar.
Verschiedene Typen von Austauschböden:
- Glockenboden

Hohe Trennleistung auch bei wechselnden Durchsatzmengen.
Sehr hohe Investitionen.
- Siebboden

Hohe Trennleistung nur bei gleichbleibender Durchsatzmenge
Niedrige Investitionskosten in engen Durchsatzgrenzen. Niedrige Investitionskosten.
- Gitterboden – Perform-Contact Boden

Mittlere Trennleistung bei gleichbleibender Durchsatzmenge
Hohe bis sehr hohe Gasbelastungen möglich
Niedrige Investitionskosten
- Tunnelboden

Ähnlich Glockenboden
Noch niedrigere Flüssigkeitslasten möglich
Häufig als Rückwaschboden eingesetzt
- Ventilboden

Hohe Trennleistung auch bei moderat wechselnden Durchsatzmengen.
Höhere Investitionskosten als Siebboden
Gegenstromböden
Für Gegenstromböden oder auch Böden ohne Flüssigkeitszwangsführung gibt es keine definierten Bereiche für Dampf und/oder Flüssigkeit zur Durchströmung. Die vorhandenen Öffnungen, meistens Sieblöcher, werden von beiden Phasen genutzt. Durch die besondere Bauform dieser Böden stellt sich aufgrund des Strömungswiderstandes eine Flüssigkeitsschicht auf den Böden ein. Diese dient dem Stoffaustausch. Auch hier gibt es viele verschiedene Bauformen. Die wohl einfachste ist der Leitblechboden, welcher nur ein waagerechtes oder leicht angestelltes Blech in der Kolonne darstellt. Typischerweise ragt es leicht über die Kolonnenmitte hinaus und erzwingt somit den Kontakt des aufwärts strömenden Dampfes mit der herabregnenden Flüssigkeit. Ein anderer Vertreter ist der Dual-Flow Boden. Dieser ist ein Lochblech mit einer bestimmten Lochanzahl. Es liegt waagerecht über den gesamten Querschnitt der Kolonne, Dampf und Flüssigkeit strömen dabei zeitgleich durch dieselben Löcher.